# José Poy
José Poy, noto anche solo come Poy (Rosario, 11 aprile 1926 – San Paolo, 8 febbraio 1996), è stato un allenatore di calcio e calciatore argentino, di ruolo portiere.

## Carriera

### Club
Dopo l'inizio di carriera in Argentina con Club Atlético Rosario Central e Banfield, José Poy arrivò al San Paolo nel 1948, ma diventò il portiere titolare solo nel 1950. Nella squadra di San Paolo diventò uno degli idoli, giocandovi per tredici anni.
Fu uno dei migliori portieri in Brasile in quegli anni, tanto da essere accostato alla Nazionale di calcio del Brasile per il campionato del mondo 1954, nonostante la sua nazionalità argentina, ma poi l'idea non andò in porto.

### Allenatore
Nel 1962 si ritirò da calciatore, e nel 1964 iniziò la carriera di allenatore: guidò proprio il San Paolo in cinque diverse occasioni, fino al 1982. Vinse il Campeonato Paulista nel 1975, fu vicecampione nazionale nel 1971 e 1973, secondo alla Coppa Libertadores 1974 e vice campione paulista nel 1982.

## Palmarès

### Club

#### Competizioni nazionali
- Campionato paulista: 4

San Paolo: 1948, 1949, 1953, 1957

### Allenatore
- Campionato paulista: 1

San Paolo: 1975